# Maria Adelina Duarte
Maria Adelina Gomes Duarte (* 27. April 1930 in Amadora, Portugal; † 15. November 2022 in Lissabon, Portugal) war eine portugiesische Schauspielerin, im Theater, Fernsehen und im Film.

## Leben und Wirken
Maria Adelina Duarte begann unter dem Künstlernamen Maria Dolly im Alter von 9 Jahren mit dem Singen. Mit 16 Jahren hatte sie ihr Theaterdebüt 1946, im selben Jahren folgte auch ihr Filmdebüt in einem Spielfilm unter der Regie von Jorge Brum do Canto. 1947 ging sie nach Brasilien, wo sie für 6 Monate in Operetten und Revuen vor allem in Rio de Janeiro und São Paulo tätig war. Im brasilianischen Rádio Globo wurden viele dieser Aufführungen übertragen.
Doch das Theater war ihr Hauptmetier, wo sie in vielen Stücken zu sehen war, aber auch in Operetten und Revuen. Die bevorzugten Spielstätten waren Lissabon und Porto. Seit 1957 war sie auch für das portugiesische Fernsehen in Stücken und Serien als Schauspielerin zu sehen.
Ihre Theaterkarriere beendete sie 1981, ihre Fernsehkarriere 1990 mit einer Rolle in einer Serie.
In einem ihrer Filme spielte sie an der Seite der legendären Fadista und Schauspielerin Amália Rodrigues. Sie trat auch in Kanada, den USA und den portugiesischen Gebieten in Afrika auf.
Sie war mit dem Tenor Domingos Marques (1922 bis 2012) verheiratet und lebte seit 2014 in der Casa do Artistas, einem Altersheim für emeritierte Künstler. Preise erhielte sie in Spanien und in Brasilien.
Maria Adelina Gomes Duarte starb am 15. November 2022 in Lissabon im Alter von 92 Jahren. Ihr Leichnam wurde dort aufgebahrt und eingeäschert.

## Filmografie (Auswahl)

### Kino
- 1946: Ladrão, Precisa-se!...
- 1960: O Cantor e a Bailarina
- 1964: Fado Corrido
- 1974: Derrapagem
- 1978: Recompensa
- 1979: O Diabo Desceu à Vila

### Fernsehen
- 1957: A Loja da Esquina (Fernsehserie, 1 Episode)
- 1958: Café Concerto (Fernsehserie, 1 Episode)
- 1963: Rua Musical (Fernsehserie, 1 Episode)
- 1964: Um Melro Branco (Fernsehfilm)
- 1966: Riso e Ritmo (Fernsehserie, 2 Episoden)
- 1966–1968: Melodias de Sempre (Fernsehserie, 2 Episoden)
- 1981: E o Resto São Cantigas (Fernsehserie, 1 Episode)
- 1990: Um Mistério Misterioso (Fernsehminiserie, 6 Episoden)